# Castillo de Sasso Corbaro
El castillo de  Sasso Corbaro es un castillo situado a Bellinzona en Suiza. Se le conoce también bajo los nombres de  Castillo de Santa Bárbara o Cima o  Castillo de Unterwald. 
Forma parte, con el Castelgrande, el castillo de Montebello y la muralla que rodea la ciudad de un conjunto inscrito desde el año 2000 en el Patrimonio de la Humanidad de la Unesco.
Situado por encima del castillo de Montebello, sobre una roca aislada, se construyó con el objetivo de impedir que se pudiera esquivar por la montaña el "muro" que constituían los 2 castillos existentes y la muralla que cerraba el valle. 
Allí existía una torre que servía de vivienda y a la vez de defensa desde los años 1400, pero el castillo data de 1478. Está formado por la ampliación de esa torre. 
Los milaneses confiaron los trabajos al arquitecto ducal Ferini de Florencia, quien murió de la peste. Entonces fue sustituido por el arquitecto Ghiringhelli de Bellinzona. El castillo se acabó rápidamente, en seis meses, para prevenir los ataques de los confederados. 
En frente de la entrada se construyó el torreón con 14 metros de altura. Unas viviendas se abrían hacia la plaza interior, típicas del estilo del hábitat de la región en el siglo XV, con ventanas apuntadas y chimeneas elevadas. 
El castillo alberga también una capilla dedicada a Santa Bárbara.
Hoy día se encuentra allí el Museo de las artes y tradiciones populares del Tesino. 